# Fucaceae
Fucaceae es una familia de algas marrones en el orden Fucales.
La familia contiene seis géneros:
- Ascophyllum Stackhouse – una especie
- Fucus L. – 15 especies
- Hesperophycus Setchell & Gardner – una especie
- Pelvetia Decne. & Thur. – una especie
- Pelvetiopsis N.L.Gardner – dos especies
- Silvetia E.Serrão, T.O.Cho, S.M.Boo & S.H.Brawley – tres especies

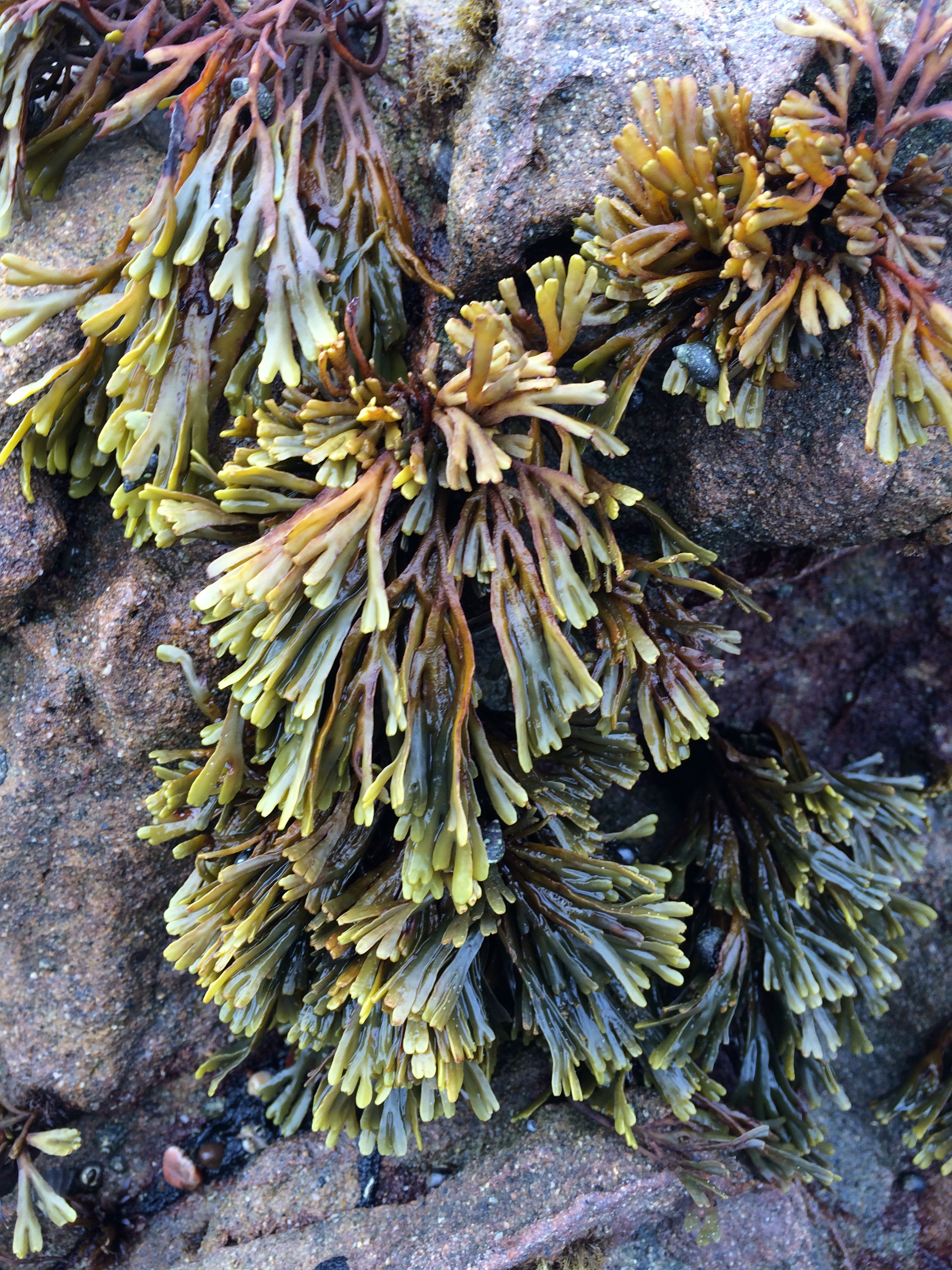
Alga enana de las rocas, Pelvetiopsis limitata, Moonstone cerca de Cambria, California